# Royal Rumble (1992)
Royal Rumble 1992 fue la quinta edición del Royal Rumble, un evento pago por visión de lucha libre profesional producido por la World Wrestling Federation (WWF). Tuvo lugar el 19 de enero de 1992 desde el Knickerbocker Arena en Albany, New York.

## Resultados
- Dark match: Chris Walker derrotó a The Brooklyn Brawler por descalificación
  - Brawler fue descalificado después que el árbitro revirtiera su decisión.
- The New Foundation (Owen Hart y Jim Neidhart) derrotó a The Orient Express (Tanaka y Kato) (w/Mr. Fuji) (17:18)
  - Hart cubrió a Tanaka después de un "Rocket Launcher".
- Roddy Piper derrotó a The Mountie (w/Jimmy Hart) ganando el Campeonato Intercontinental de la WWF (5:22)
  - Piper ganó cuando dejó KO a Mountie tras aplicar una "Sleeper Hold".
- The Beverly Brothers (Blake y Beau) (w/The Genius) derrotaron a The Bushwhackers (Luke Williams y Butch Miller) (w/Jamison) (14:56)
  - Blake cubrió a Butch después de un "Double Axe Handle" de Beau.
- The Natural Disasters (Earthquake y Typhoon) (w/Jimmy Hart) derrotaron a los Campeones en Parejas de la WWF The Legion of Doom (Hawk y Animal) por cuenta fuera (9:24)
  - Sin embargo, LOD retuvo el campeonato.
- Ric Flair ganó el Royal Rumble 1992 y el vacante del Campeonato de la WWF (1:02:02)
  - Flair eliminó finalmente a Sid, ganando la lucha.
  - Después de ser eliminado, Hulk Hogan interfirio a favor de Flair, ayudándolo a eliminar a Sid.

## Royal Rumble entradas y eliminaciones

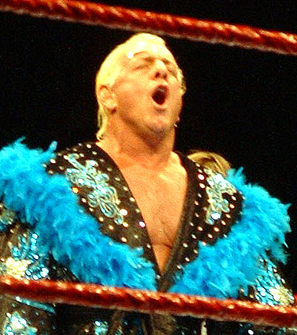
Flair, ganador del Royal Rumble 1992.

Un nuevo participante entraba cada 2 minutos. Este fue el primer Royal Rumble de la historia en el que el Campeonato de la WWF estaba en juego.
| Entradas | Entradas                | Eliminado por | Eliminado por    | Tiempo  |
| -------- | ----------------------- | ------------- | ---------------- | ------- |
| 1        | The British Bulldog     | 7             | Flair            | 23:33   |
| 2        | Ted DiBiase             | 1             | British Bulldog  | 1:18    |
| 3        | Ric Flair               | -             | Ganador          | 1:00:02 |
| 4        | Jerry Sags              | 2             | British Bulldog  | 1:06    |
| 5        | Haku                    | 3             | British Bulldog  | 1:51    |
| 6        | Shawn Michaels          | 9             | Santana          | 15:46   |
| 7        | El Matador Tito Santana | 10            | Michaels         | 13:55   |
| 8        | The Barbarian           | 11            | Hercules y Flair | 12:55   |
| 9        | The Texas Tornado       | 8             | Flair            | 9:20    |
| 10       | Repo Man                | 6             | Big Boss Man     | 6:23    |
| 11       | Greg Valentine          | 5             | Repo Man         | 4:12    |
| 12       | Nikolai Volkoff         | 4             | Repo Man         | 1:03    |
| 13       | The Big Boss Man        | 13            | Flair            | 3:38    |
| 14       | Hercules                | 12            | Big Boss Man     | 0:56    |
| 15       | Roddy Piper             | 26            | Justice          | 34:06   |
| 16       | Jake Roberts            | 15            | Savage           | 10:55   |
| 17       | Jim Duggan              | 19            | Virgil           | 20:45   |
| 18       | Irwin R. Schyster       | 23            | Piper            | 27:01   |
| 19       | Jimmy Snuka             | 14            | Undertaker       | 2:27    |
| 20       | The Undertaker          | 17            | Hogan            | 13:51   |
| 21       | Randy Savage            | 27            | Justice          | 22:26   |
| 22       | The Berzerker           | 18            | Hogan            | 9:00    |
| 23       | Virgil                  | 20            | Duggan           | 7:29    |
| 24       | Col. Mustafa            | 16            | Savage           | 2:36    |
| 25       | Rick Martel             | 25            | Justice          | 12:39   |
| 26       | Hulk Hogan              | 28            | Justice          | 11:29   |
| 27       | Skinner                 | 21            | Martel           | 2:13    |
| 28       | Sgt. Slaughter          | 22            | Justice          | 4:37    |
| 29       | Sid Justice             | 29            | Flair y Hogan    | 5:55    |
| 30       | The Warlord             | 24            | Hogan y Justice  | 1:43    |

Ric Flair estableció un nuevo récord de longevidad con un tiempo de 59:26.

## Otros roles
| Comentaristas - Bobby "The Brain" Heenan - Gorilla Monsoon Entrevistadores - Lord Alfred Hayes - Sean Mooney - Gene Okerlund | Árbitros - John Binella - Danny Davis - Earl Hebner - Joey Marella Otros - Howard Finkel - Anunciador |